# Wolfgang Becker
Wolfgang Becker   (Hemer, 22 de juny de 1954 - Berlín, 12 de desembre de 2024) va sr un director de cinema i guionista alemany.

## Biografia
Becker va estudiar alemany, història i estudis americans a la Universitat Lliure a Berlín. Més tard, mentre treballava en un estudi de so en 1980 va iniciar estudis en l'Acadèmia Alemanya de Cinema i Televisió (dffb). En 1983 va treballar com a càmera independent. L'any 1986 es va graduar en la dffb presentant el treball Schmetterlinge (Papallones), el qual va guanyar diversos premis: el Student Academy Award en 1988, el Lleopard d'Or del Festival Internacional de Cinema de Locarno i el premi del primer ministre de Saarlanden el Ophuels Festival Saarbruecken de 1988.
Per la televisió va dirigir un episodi de la sèrie Tatort, anomenat Blutwurstwalzer, abans de realitzar la seva segona pel·lícula Kinderspiele (Jocs de nens, 1992), i el documental Celibidache (1992).
En 1994, es va unir a la productora X Film Creative Pool fundada per Tom Tykwer, juntament amb Stefan Arndt i Dani Levy. Des d'allí va treballar amb Tykwer en la pel·lícula premiada durant el Berlinale, Das Leben ist eine Baustelle (La vida en obres, 1997), i en la seva creació més famosa, Good Bye, Lenin! (2003).

## Filmografia
- 2010 — Ich und Kaminski
- 2009 — Germany 09: 13 Short Films About the State of the Nation (Krankes Haus)
- 2005 — Ballero
- 2004 — Welcome to São Paulo
- 2003 — Good Bye, Lenin!
- 1997 — Das Leben ist eine Baustelle
- 1992 — Kinderspiele
- 1992 — Celibidache
- 1991 — Blutwurstwalzer (TV)
- 1988 — Schmetterlinge